# Каро, Родриго
Родриго Каро (исп. Rodrigo Caro; 1573—1647) — испанский учёный-правовед и археолог, поэт севильской школы.

## Биография
Родриго Каро учился в Осуне, затем принял сан священника и занимал различные церковные должности. Высшим из его постов была должность генерального викария архиепископа Севильского.
Написал «Santuario de Nuestra señora de consolacion у Antiguedad de la villa de Urtera» (Осуна, 1622); «Veterum Hispaniae deorum manes sive reliquiae», «Antigüedades y principado de la Ilustrísima ciudad de Sevilla y corografía de su convento jurídico o antigua Chancillería» (Sevilla, 1634) и др. Кроме того, Каро оставил собрание сонетов, переводы классиков и поэму «Руинам Италики».

## Сочинения
- Поэзия испанского Возрождения. М.., 1990. С. 414—416.